# Кармалюкова Гора (заказник)
Кармалюко́ва Гора́ — ландшафтний заказник загальнодержавного значення в Україні. Розташований у межах Кам'янець-Подільського району Хмельницької області, неподалік від сіл Привороття Друге і Гуменці. Входить до складу національного природного парку «Подільські Товтри». 
Площа 765 га. Створений у 1974 році. Перебуває у віданні Кам'янець-Подільського лісгоспзагу (Маківське л-во, кв. 44, 45, 48-51, 54, 58, 61, 67, вид. 1-8, 17-31, кв. 69, вид. 8-22, 25-28, кв. 68, вид. 1, 10, 11, кв. 70, вид. 4-15, кв. 71, вид. 4-9, кв. 52, 53, 55, 63, вид. 1-11, кв. 65, вид. 1-4, кв. 66, вид. 1-6). 
Охороняються типова ділянка Товтр (товтра Кармалюкова гора) на лівобережжі Мукші, вкрита грабовою дібровою, з домішкою дуба скельного (північно-східна межа його поширення), бука, ясена, клена, липи та інших листяних порід. У підліску зростають глід, кизил, ліщина, калина, шипшина, бруслина європейська, бруслина бородавчаста. З рідкісних видів трапляються: берека, клокичка перлиста, а також бруслина карликова, лілія лісова, підсніжник звичайний, скопія карликова, гніздівка звичайна, коручка темно-червона, любка дволиста, булатка великоквіткова, аконіт шерстистоустий, вовчі ягоди звичайні, кліщинець Бестерів та інші види, занесені до Червоної книги України. В лісі поширені такі види мохів, як порелла, тортелла, грімія, а також лишайники з родів рамаліна, аномадон, тортула, леукодо.

## Галерея

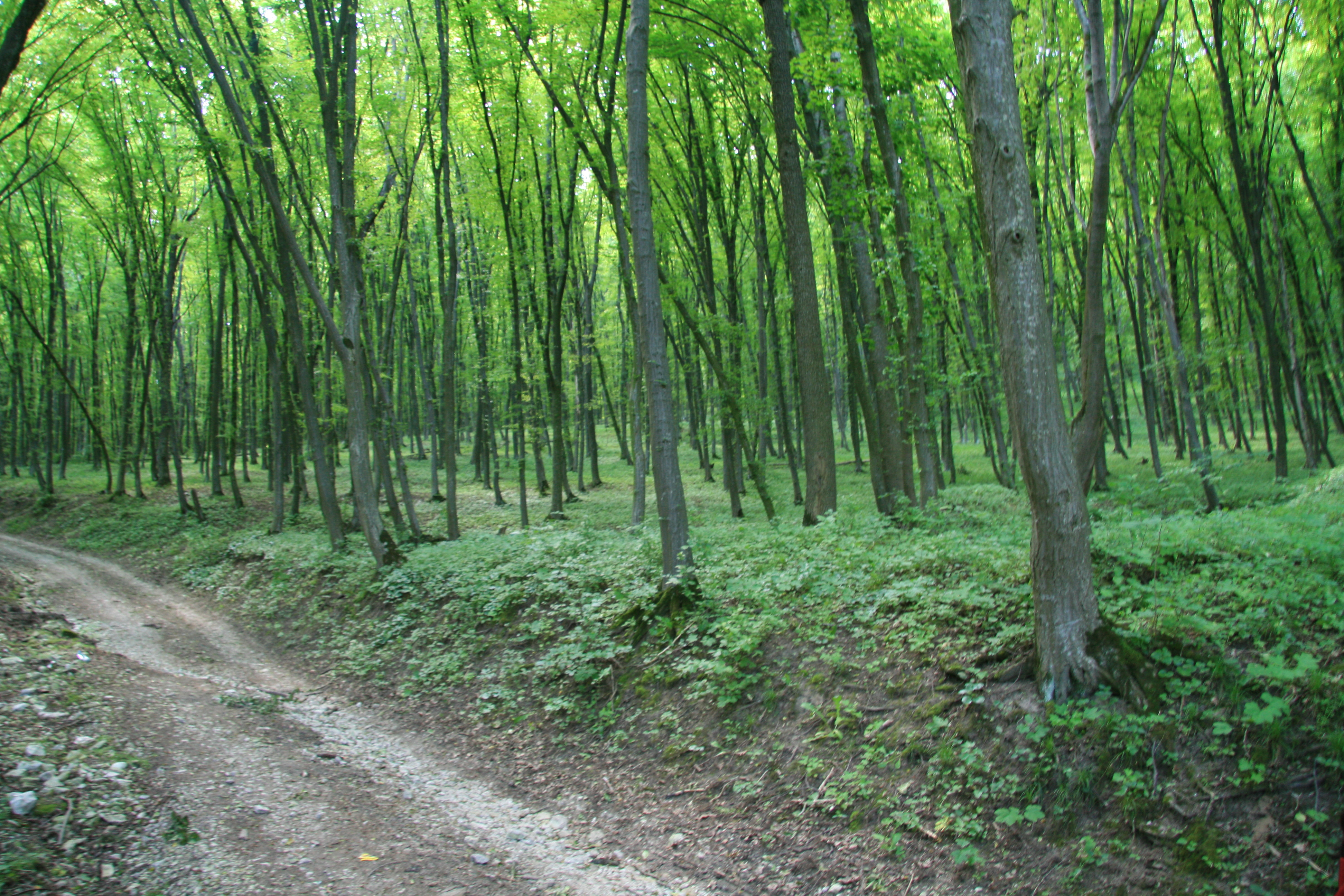
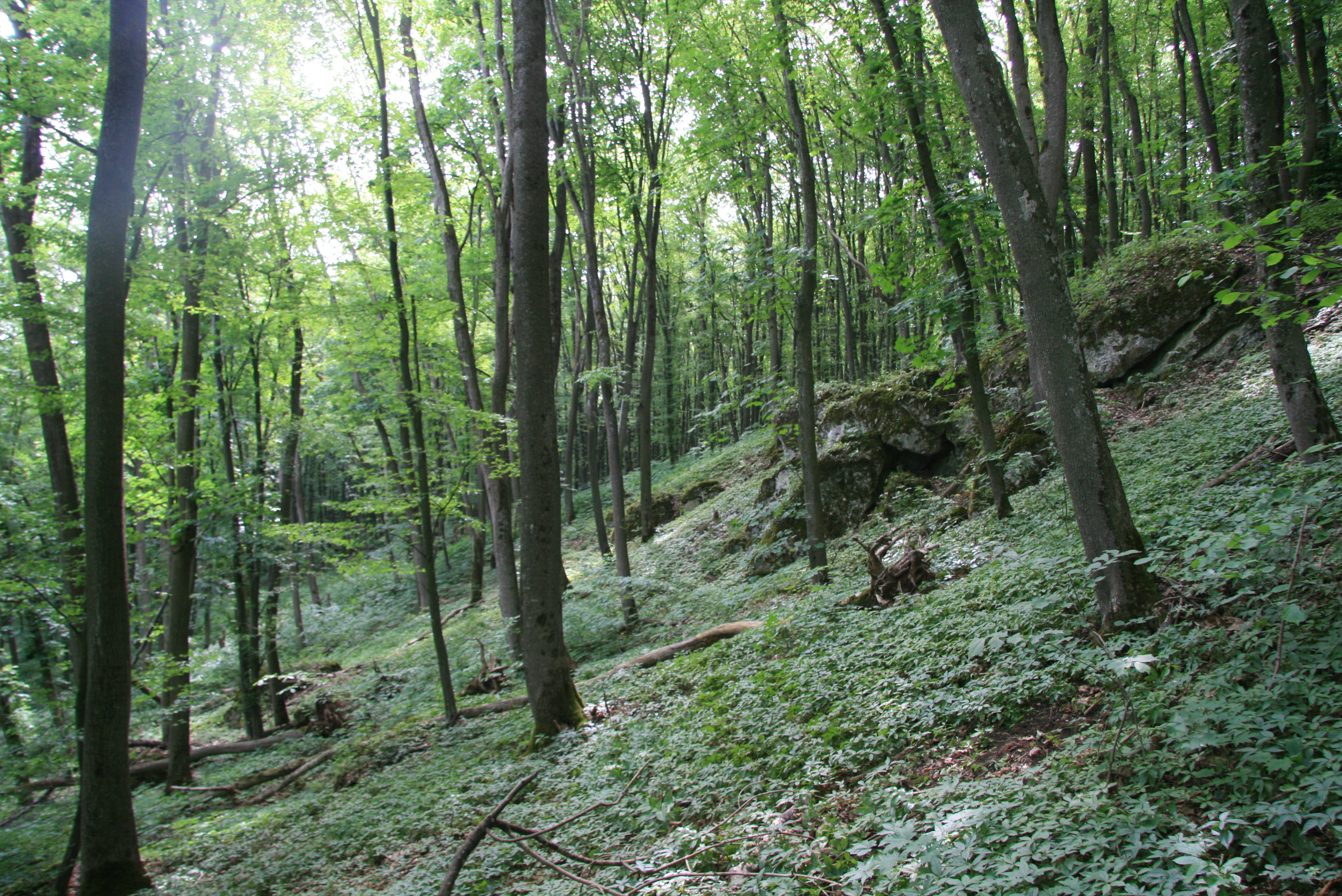